# Smithson Tennant
Pour les articles homonymes, voir Tennant.
Smithson Tennant (né le 30 novembre 1761 et décédé le 22 février 1815) est un chimiste britannique. Ce chimiste distingué et francophile était chevalier membre de la Société royale des sciences, d'où les initiales majuscules FRS pour Fellow of the Royal Society qui affublent son nom.

## Un chimiste anglais
Smithson Tennant est connu, pour ne pas dire renommé, pour sa découverte entre 1803 et 1804 des premiers composés de deux éléments chimiques, l'iridium et l'osmium, à partir du résidu noir et nauséabond de production du platine, à partir de minerais de platine préalablement attaqués et dissous à l'eau régale. Il apporte la preuve qu'il s'agit d'éléments alors inconnus et les nomme, le premier « osmium » car le tétraoxyde d'osmium était responsable de l'odeur (osmê en grec) pénétrante du résidu et le second « iridium » car ces premiers composés semblent esquisser une gamme étonnante de couleur, digne de l'arc-en-ciel (iris en gréco-romain). Il doit cette brillante étude menant à l'isolement de deux éléments chimiques au fait qu'habitant à proximité du port de Londres et des installations de traitement du minerai de platine, il disposait de quantité appréciable de résidus de corps platinoïdes, et que, savant francophile et informé des avancées et propositions des principaux chimistes français, qui soupçonnaient ces éléments, il sut devancer les recherches entamées sur le continent. Il fait parvenir et publier un article à la Royal Society le 21 juin 1804 sous le titre On two metals, found in the black powder remaining after the solution of platina.
Tennant reçoit pour ses travaux sur les platinoïdes la prestigieuse médaille Copley en 1804, le minéral tennantite observé en Cornouailles en 1819 a été nommé en son honneur.
Il a analysé divers morceaux de météorites ferreuses et confirmé, avec le fer bien connu des antiques forgerons, la présence du nickel dans les météorites ferreuses. L'analyse de l'eau de mer lui permit d'estimer parmi les premiers chimistes la teneur en iode.
Il avait contribué, avec son assistant d'alors, William Hyde Wollaston, à l'analyse précise du graphite et de diamant, et à la démonstration de l'identité de l'élément carbone dans le charbon de bois et du diamant.

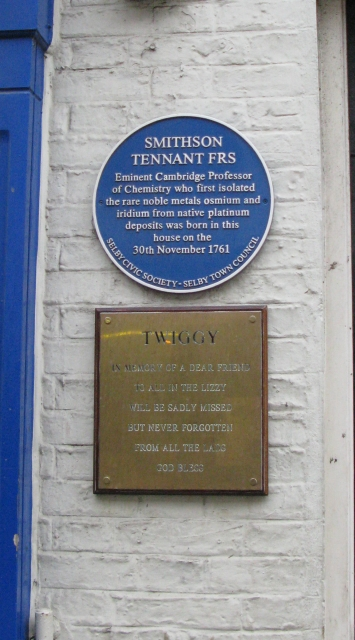
Plaque posée dans la très élisabethaine Finkle Street par les autorités de Selby en l'honneur du chimiste et professeur de Cambridge, membre de la Royal Society.

Tennant a prouvé l'intérêt chimique du chaulage des terres, établissant le rôle de la chaux pour réduire l'acidité des sols.

## Biographie
Il naît à Selby dans le Yorkshire, et étudie à la Beverley Grammar School où l'on peut trouver une plaque commémorant la découverte de l'osmium et de l'iridium. Il commence par apprendre la médecine à Édimbourg en 1781 mais après quelques mois, il déménage à Cambridge où il se consacre à la botanique et à la chimie. Il obtient son doctorat en 1790 et à la même époque achète une propriété près de Cheddar où il expérimente en agriculture. En 1796, il découvre que le diamant est composé de carbone pur en réalisant sa combustion et en comparant avec celle du charbon. Il devient professeur de chimie à Cambridge en 1813 mais ne donne qu'un cours, il est tué près de Boulogne-sur-Mer par l'effondrement d'un pont sur lequel il se promène.